# Uladsimir Jarmoschyn

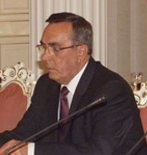
Uladsimir Jarmoschyn

Uladsimir Jarmoschyn (* 26. Oktober 1942 in Pronsk, Oblast Rjasan, Russische SFSR) ist ein belarussischer Politiker.
Uladsimir Jarmoschyn studierte am Polytechnischen Institut von Nowotscherkassk und an der Leningrader Luftfahrtakademie. Danach arbeitete er als Dreher in der Elektrolokomotivfabrik Nowotscherkassk. Ab 1965 war er in Minsk tätig, wo er ab 1990 im Rat der Stadt saß. 1992 wurde er zunächst dessen stellvertretender Vorsitzender und war dann von 1995 bis 2000 Vorsitzender. Nach dem U-Bahn-Unfall in Minsk 1999, wobei 54 Menschen ums Leben kamen, wollte er als Vorsitzender zurücktreten, doch der Ratspräsident akzeptierte seinen Rücktritt nicht. Als Abgeordneter des Belarussischen Parlaments wurde er am 18. Februar 2000 von Präsident Aljaksandr Lukaschenka zum Ministerpräsidenten ernannt. Am 1. Oktober 2001 wurde er von Henads Nawizki abgelöst.